# Tokyo décadence

Tokyo décadence (トパーズ, Topâzu) est un film japonais réalisé par Ryū Murakami, sorti en 1992.

## Synopsis
Ai est une escort girl spécialisée dans les relations sadomasochistes, la première partie du film nous montre plusieurs séances dans lesquelles Ai joue le rôle de la soumise, puis une autre très crue où elle joue le rôle de l'assistante d'une dominatrice. Parallèlement Ai en plein questionnement cherche le soutien d'une diseuse de bonne aventure qui lui dicte trois conditions farfelues pour trouver le bonheur : Mettre l'annuaire du téléphone sous sa télévision, ne jamais s'aventurer dans les quartiers est de la ville et porter un bijou rose au doigt. Pour cette troisième condition elle se ruine chez un bijoutier, perd le bijou à l'hôtel d'un client, risque sa vie pour le retrouver (la femme et complice des jeux S.M. du client finira par le lui restituer). La dominatrice avec qui elle a accepté de faire une séance à trois se prend se sympathie pour elle, l'invite à dîner dans son appartement et lui donne une étrange drogue. Sous son influence Ai, va essayer de retrouver son ancien amant, mais quand elle arrive à destination elle titube et se conduit de façon irrationnelle à ce point que les gens finissent par prévenir la police. Cette dernière va pour l'appréhender mais une femme s'interpose : une autre ancienne maîtresse de son amant.

## Fiche technique
- Titre : Tokyo décadence
- Titre original : トパーズ (Topâzu)
- Réalisation : Ryū Murakami
- Scénario : Ryū Murakami
- Musique : Ryūichi Sakamoto
- Photographie : Tadashi Aoki
- Pays d'origine : Japon
- Format : Couleurs - 1,85:1 - Mono
- Genre : Drame
- Durée : 112 minutes
- Date de sortie : 1992

## Distribution
- Miho Nikaido : Ai
- Sayoko Amano
- Tenmei Kano
- Kan Mikami
- Yayoi Kusama

## Autour du film
Le film a été interdit de distribution en Corée du Sud et exploité dans des versions raccourcies dans de nombreux pays.